# 森鷹久
森 鷹久（もりたかひさ、1984年 - ）は、日本の編集者、執筆家である。元番組制作会社、出版社社員。自らを「ネトウヨ」と認識している。
佐賀県出身。高校中退。

## 主張
在特会に対してはその主張におおむね同調しその立場に理解を示すものの、在特会の運動方法に対しては批判的である。
ネット右翼については、広範な層からなる健全な保守思想の持ち主が中心であるという見解を示し、低学歴のニートが中心であるという見方を否定している。

## 著書
- 『脱法ドラッグの罠』イースト新書、イースト・プレス、2014年。ISBN 978-4781650401

### 共著
- 安田浩一、岩田温、古谷経衡 共著『ヘイトスピーチとネット右翼　先鋭化する在特会』オークラ出版、2013年。ISBN 978-4-7755-2067-3。

### 寄稿
- 「韓国こそ世界一の売春輸出大国だ」（「総力大特集 哀れな国、韓国！」）『WiLL (ウィル)』2012年 11月号、ワック・マガジンズ
- 「【コラム】クラブ規制から見えた『クラブ・ダンス』の新しい可能性」『ジャパニズム』10、青林堂、2012年、172-175ページ
- 「ネトウヨは危険でバカなのか」（「総力大特集 亡国のメディア、売国のメディア」）『WiLL (ウィル)』2013年 3月号、ワック・マガジンズ
- 「アウトロー業界の変貌と新しい恐怖 不良外国人の席巻と日本のヤクザ」『ジャパニズム』11、青林堂、2013年、165-170ページ